# اورا گود کت
اورا گود کت (انگلیسی: Ora Good Cat) یک خودروی کامپکت باتری الکتریکی است که توسط گریت وال موتورز توسط برند اوآرای از نوامبر ۲۰۲۰ تولید شده است. در برخی بازارها Ora Funky Cat و GWM Ora 03 و GWM Ora هم نامیده شده است.